# Emmy van Deurzen
Emmy van Deurzen (* 13. prosince 1951 Haag) je nizozemská existenciální psychoterapeutka. Vyvinula filosofickou terapii založenou na existenciální fenomenologii.

## Životopis
Emmy van Deurzen se narodila a vyrostla v Haagu v Nizozemsku. Na studia odešla do Francie, kde získala dva magisterské tituly, jeden z filosofie na univerzitě v Montpellier, kde studovala u fenomenologického filosofa Michel Henryho, druhý z klinické psychologie na univerzitě v Bordeaux, kde ji supervize dělal Dr. François Tosquelles. Ve své filosofické dizertační práci se zabývala fenomenologií a psychiatrií ve vztahu k samotě a osamělosti, zatímco ve své pschologické diplomové práci se zaměřila na pokusy o sebevraždu. Nejdříve pracovala jako psychoterapeutka ve Francii, následně se v roce 1977 přestěhovala do Velké Británie, kde se zapojila do antipsychiatrického aktivismu a nějakou dobu spolupracovala s psychiatrem R. D. Laingem, který sám byl ovlivněn existenciální filosofií, obzvláště francouzskou. Deurzen dospěla ke své vlastní verzi existenciální terapie a začala učit na Antiochské univerzitě, poté se přestěhovala na Regent's University v Londýně.
První knihu o svém vlastním přístupu vydala v roce 1987 a o rok později založila Společnost pro existenciální analýzu (Society for Existential Analysis, SEA) i její periodikum Journal of Existential Analysis. Jakmile odešla z Regent's University, založila Novou školu pro psychoterapii a poradenství a centrum pro řešení konfliktů.  V roce 2005 se stala čestnou profesorkou na University of Sheffield. Na City University v Londýně získala titul PhD prací o Heideggerových konceptech autenticity a neautenticity a jejich významu pro psychoterapii. Hodně publikovala o tématu existenciální terapie, její práce byly přeloženy do více než dvaceti jazyků. V rámci existenciální terapie přispěla mnoha nápady, včetně modelu čtyř světů a emocionálního kompasu.
V roce 2014 van Deurzen spolu se svým manželem prof. Digbym Tantamem založila v Londýně Existential Academy. Jedná se o komunitní zájmovou společnost, kde ve spolupráci s Middlesex University nabízí pět magisterských programů a dva doktorské programy a také několik krátkých kurzů.

## Knihy
- Rising from Existential Crisis: Living Beyond Calamity, (2021) Monmouth: Monmouth: PCCS books.
- Wiley World Handbook for Existential Therapy, (2019) Co-edited with Craig, E., Schneider K. Längle, A., Tantam, D. and du Plock, S, London: Wiley
- Existential Therapy: Distinctive Features, London: Routledge. (2018) Co-authored with Claire Arnold-Baker, London: Routledge
- Skills in Existential Counselling and Psychotherapy,  2nd Edition (2016). Co-authored with Martin Adams, London: Sage.
- Paradox and Passion in Psychotherapy, Second Edition (2015). Chichester: Wiley
- Existential Perspectives on Relationship Therapy (2013). Edited with Susan Iacovou, London: Palgrave Macmillan.
- Existential Psychotherapy and Counselling in Practice, Third Edition (2012), London: Sage Publications
- Existential Perspectives on Coaching (2012). Co-edited with Monica Hanway, London: Palgrave, Macmillan
- Skills in Existential Counselling and Psychotherapy (2011). Co-authored with Martin Adams, London: Sage Publications
- Everyday Mysteries: A Handbook of Existential Psychotherapy, Second Edition (2010), London: Routledge
- Existential Perspectives on Supervision (2009). Co-edited with Sarah Young, London: Palgrave Macmillan
- Psychotherapy and the Quest for Happiness (2008), London: Sage Publications
- Dictionary of Existential Psychotherapy and Counselling (2005). With Raymond Kenward, London: Sage
- Existential Perspectives on Existential and Human Issues (2005). Edited with Claire Arnold-Baker, Basingstoke: Palgrave, Macmillan
- Existential Psychotherapy and Counselling in Practice, Second Edition (2002), London: Sage
- Paradox and Passion in Psychotherapy (1998), Chichester: Wiley
- Everyday Mysteries: Existential Dimensions of Psychotherapy (1997), London: Routledge
- Existential Counselling in Practice (1988), London: Sage